# Victor Argo
Pour les articles homonymes, voir Argo.
Victor Argo est un acteur américain, né Victor Jimenez, le 5 novembre 1934 à Brooklyn (New York) et mort d'un cancer du poumon, le 7 avril 2004 à Manhattan, (New York).

## Biographie
Il est un des acteurs fétiches d'Abel Ferrara avec lequel il a tourné dans de nombreux films (The King of New York, où son affrontement avec Christopher Walken est légendaire, Bad Lieutenant, Christmas...).

## Filmographie
- 1972 : Dealing: Or the Berkeley-to-Boston Forty-Brick Lost-Bag Blues : 2nd Cuban
- 1972 : Bertha Boxcar (Boxcar Bertha) : McIver #1
- 1972 : Unholy Rollers : Vinnie the Trainer
- 1973 : Mean Streets : Mario
- 1973 : Don Angelo est mort (The Don Is Dead) : Augie the Horse
- 1974 : Smile, Jenny, You're Dead (TV) : Sgt. Richard Marum
- 1974 : L'Homme terminal (The Terminal Man) de Mike Hodges : Orderly
- 1975 : Force Five (TV) : Frankie Hatcher
- 1976 : Taxi Driver : Melio
- 1977 : Hot Tomorrows : Tony
- 1977 : Which Way Is Up? : Angel
- 1979 : The Rose de Mark Rydell : Lockerman
- 1981 : Dream House (TV) : Ramirez
- 1982 : Hanky Panky : Pallbearer
- 1984 : Falling in Love d'Ulu Grosbard : Victor Rawlins
- 1985 : The Electric Chair : Comic
- 1985 : Recherche Susan désespérément (Desperately Seeking Susan) : Sgt. Taskal
- 1985 : After Hours : Diner Cashier
- 1986 : Florida Straits (TV) : Pablo
- 1986 : Le Flic était presque parfait (Off Beat) : Leon
- 1986 : Le Contrat (Raw Deal) : Dangerous Man
- 1987 : Le Dragueur (The Pick-up Artist) : Harris
- 1988 : La Dernière Tentation du Christ (The Last Temptation of Christ) : Pierre, l'apôtre
- 1989 : Son alibi (Her Alibi) : Avram
- 1989 : New York Stories : Flic
- 1989 : Crimes et délits (Crimes and Misdemeanors) : Detective
- 1990 : Quick Change : Skelton
- 1990 : The King of New York (King of New York) : Roy Bishop, commissaire
- 1990 : Johnny Ryan (TV) : Frank Costello
- 1991 : Vendetta: Secrets of a Mafia Bride (TV) : Persico
- 1991 : McBain : El Presidente
- 1992 : Due vite, un destino (TV)
- 1992 : Ombres et Brouillard (Shadows and Fog) de Woody Allen : Vigilante
- 1992 : Bad Lieutenant : Flic battu
- 1993 : True Romance : Lenny
- 1993 : Household Saints : Lino Falconetti
- 1993 : Snake Eyes (Dangerous Game) : Director of Photography
- 1994 : Mon ami Dodger (Monkey Trouble) : Charlie
- 1994 : Men Lie : Scott's Dad
- 1994 : Somebody to Love : Santa Claus
- 1995 : Alerte rouge (Condition Red) : Victor Klein
- 1995 : Smoke : Vinnie
- 1995 : Brooklyn Boogie (Blue in the Face) : Vinnie
- 1996 : Le Prix du silence (Sins of Silence) (TV) : Nick DiMatteo
- 1996 : Nos funérailles (The Funeral) : Julius
- 1998 : Fast Horses : Zack
- 1998 : Et plus si affinités (Next Stop Wonderland) : Frank
- 1998 : Going Nomad : Spiro
- 1998 : Lulu on the Bridge : Pierre
- 1998 : New Rose Hotel : L'homme d'affaires portugais
- 1998 : Side Streets (en) de  Tony Gerber : Albani Krug
- 1999 : On the Run : L'homme en train de se raser
- 1999 : A Change of Climate : Frank
- 1999 : Coming Soon : Mr. Neipris
- 1999 : Ghost Dog, la voie du samouraï (Ghost Dog: The Way of the Samurai) : Vinny
- 2000 : Angela
- 2000 : The Summer of My Deflowering (segment Angela)
- 2000 : Blue Moon : Tony
- 2000 : The Yards : Paul Lazarides
- 2000 : Fast Food, Fast Women (Fast Food Fast Women) : Seymour
- 2000 : Love = (Me)^3 : Mr. Morales
- 2000 : Coyote Girls (Coyote Ugly) : Pete
- 2001 : Bad Luck! (Double Whammy) de Tom DiCillo : Lt. Spigot
- 2001 : Christmas (R Xmas) : Louie
- 2001 : Angel Eyes : Carl Pogue
- 2001 : Queenie in Love : Horace
- 2001 : The Man Who Knew Belle Starr : Diner Owner
- 2001 : Pas un mot (Don't Say a Word) : Sydney Simon
- 2002 : Bridget d'Amos Kollek
- 2002 : Standard Time : Sal
- 2003 : I Am Woody : Salvatore
- 2003 : Dirt : El Gringo Nestor
- 2003 : Music : Vendeur
- 2004 : Confessions of a Dangerous Mime : Sammy the Shadow
- 2004 : Personal Sergeant : Chuck Manetta
- 2005 : Lustre : Hugo